# Melanosoma nigritarse
Melanosoma nigritarse är en tvåvingeart som beskrevs av Gabriel Strobl 1902. Melanosoma nigritarse ingår i släktet Melanosoma och familjen stekelflugor. Inga underarter finns listade i Catalogue of Life.